# Рапуса
Рапуса (біл. Рапуса) — річка в Дзержинському районі Мінської області Білорусі, ліва притока річка Уса (басейн Німану).
Довжина річки 13 км. Площа водозбору 54 км². Середній нахил водної поверхні 1,4 м/км. Витік річки знаходиться біля агромістечка Заболоття (у напрямку на південний захід від села Яновичі). Впадає в Усу в напрямку на захід від сіл Станьково і Кам'янка. Водозбір горбистий. Русло каналізовано в нижній течії. В межах села Станьково на річці ставок.

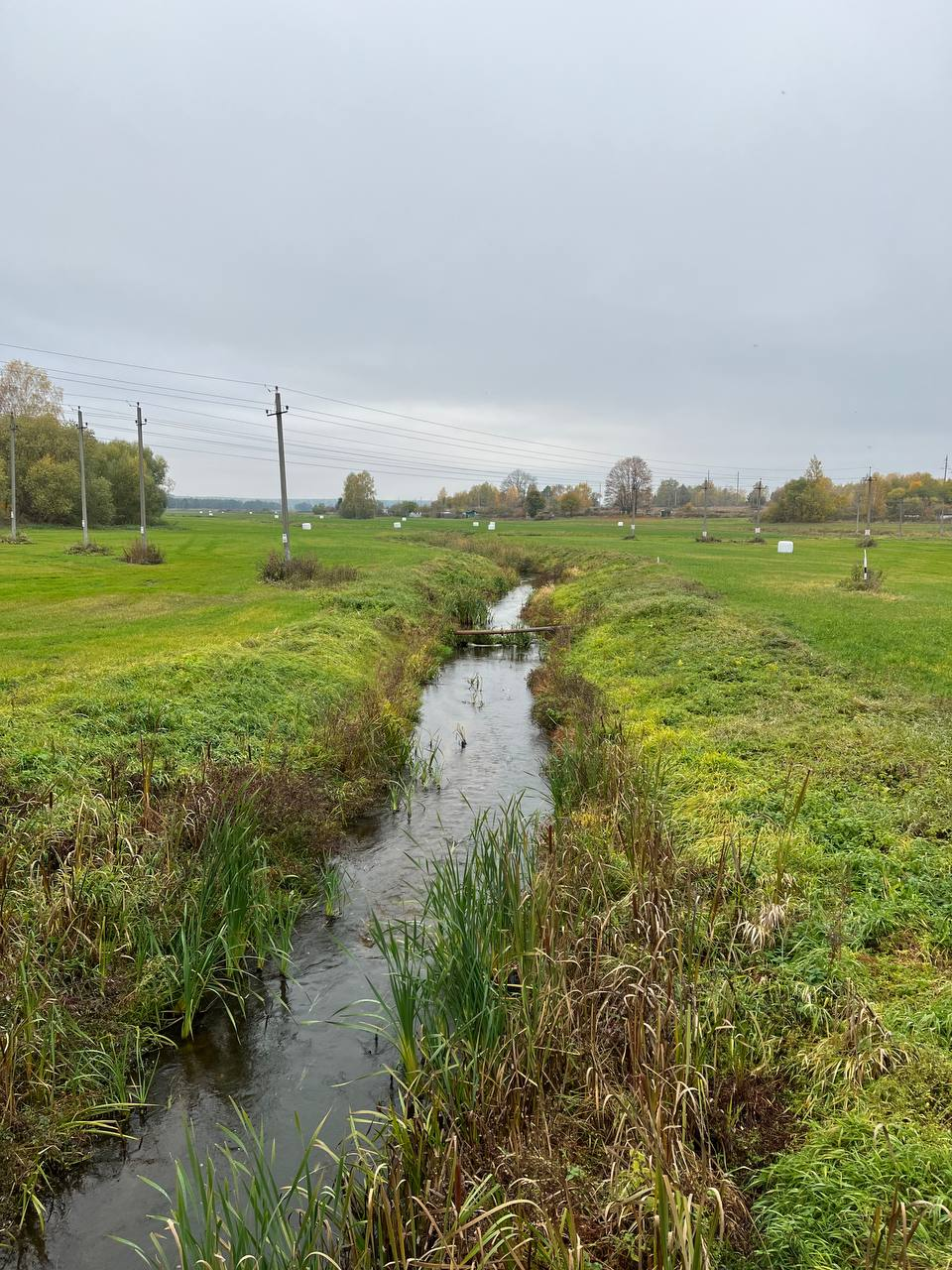
Рапуса в районі села Станьково